# Miloš Tomić
Miloš Tomić (serbisch-kyrillisch Милош Томић; * 2. April 1980 in Belgrad) ist ein ehemaliger serbischer Leichtgewichts-Ruderer, der vor 2002 für Jugoslawien und bis 2006 für Serbien und Montenegro antrat.

## Sportliche Karriere
Der 1,91 m große Miloš Tomić gewann bei der U23-Weltregatta 2001 mit Goran Nedeljković den Titel im Leichtgewichts-Zweier ohne Steuermann, 2002 belegten die beiden den dritten Platz. Bei den Olympischen Spielen 2004 erreichten die beiden zusammen mit Veljko Urošević und Nenad Babović den siebten Platz im Leichtgewichts-Vierer ohne Steuermann. 2005 ruderte Tomić zusammen mit Luka Djordjević im ungesteuerten Leichtgewichts-Zweier, bei den Weltmeisterschaften in Gifu belegten die beiden den vierten Platz.
2007 startete Tomić wieder im Leichtgewichts-Vierer ohne Steuermann, das Erreichen des C-Finales bei den Weltmeisterschaften 2007 reichte nicht für die erhoffte Olympiaqualifikation für 2008. Bei den Europameisterschaften 2007 gewann der serbische Vierer in der Besetzung von 2004 die Silbermedaille hinter den Italienern. 2008 erhielt Miloš Tomić mit Goran Nedeljković die Bronzemedaille im Zweier bei den Weltmeisterschaften, bei den Europameisterschaften gewann der Vierer erneut Silber hinter den Italienern. 
Bei den Weltmeisterschaften 2009 gewannen Tomić und Babović die Bronzemedaille im Zweier. Drei Wochen danach bei den Europameisterschaften erhielten die beiden zusammen mit Nemanja Nešić und Miloš Stanojević Bronze im Vierer. In der gleichen Besetzung gewann der serbische Vierer auch zwei Jahre später die Bronzemedaille bei den Europameisterschaften 2011. Mit Nikola Selaković für den im Juni 2012 verstorbenen Nešić gewann der serbische Vierer auch bei den Europameisterschaften 2012 Bronze, dies war die letzte internationale Medaille für Miloš Tomić.